# Kacapi

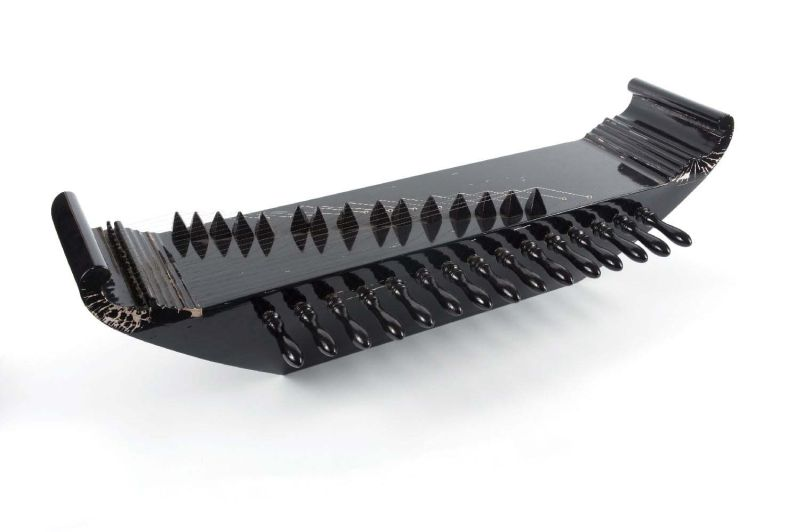
15-strunowe kacapi parahu

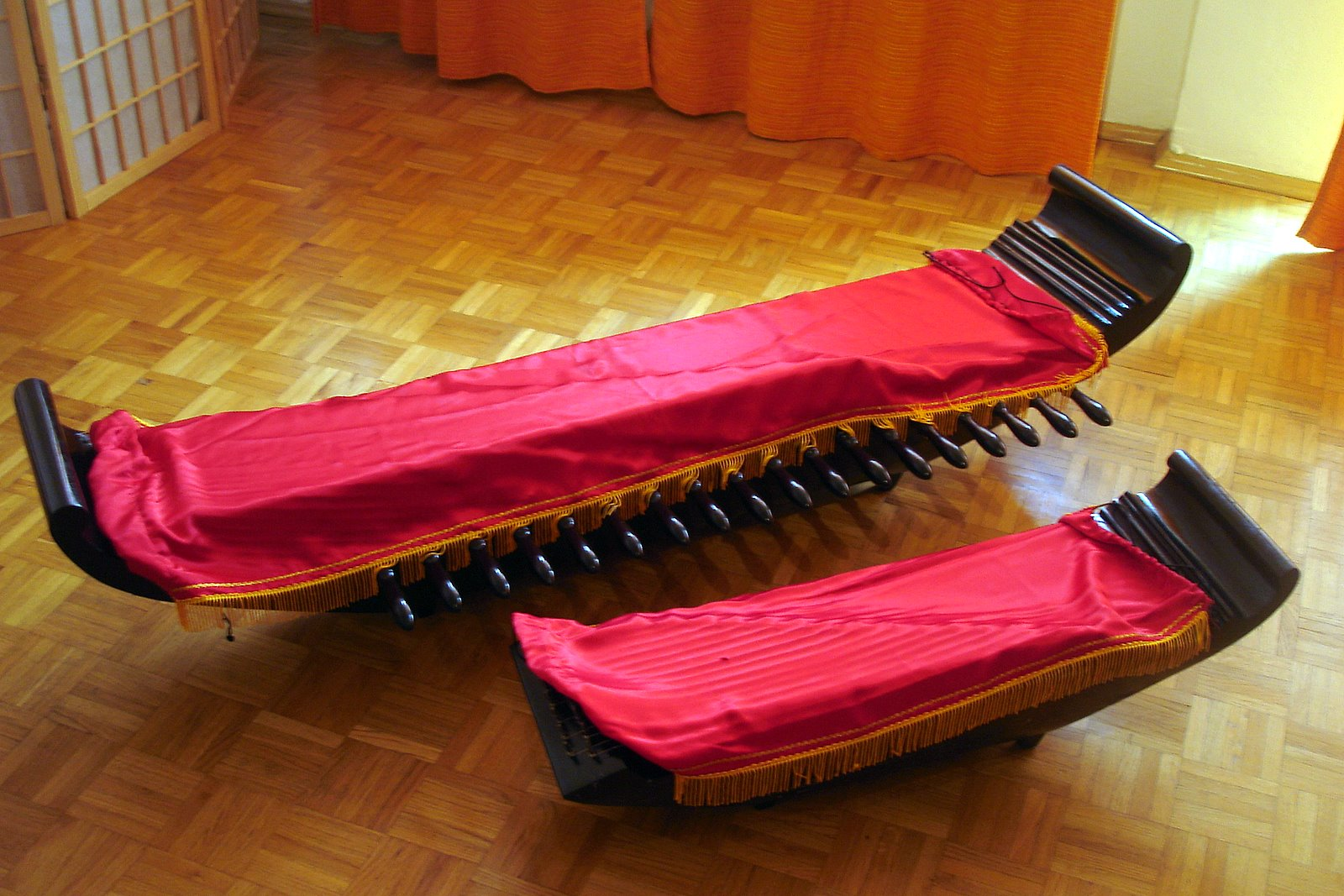
Odmiany kacapi indung oraz kacapi rincik

Kacapi, kecapi – tradycyjny instrument sundajski (zachodnia Jawa). Odmiana cytry, występuje w kilku formach, większe określane są jako indung (dosł. „matka”) lub parahu („łódź”, w nawiązaniu do kształtu). Wykonywany jest zazwyczaj z drewna santolu. Używany przez zespoły tembang Sunda oraz kacapi suling, w niektórych gamelanach oraz jako akompaniament do recytacji pantunów.